# Senzowo (Kaliningrad)
Senzowo (russisch Сенцово, deutsch Pabbeln, 1928–1947 Amwalde, litauisch Pabaliai) ist ein Ort in der russischen Oblast Kaliningrad. Er gehört zur kommunalen Selbstverwaltungseinheit Stadtkreis Tschernjachowsk im Rajon Tschernjachowsk.

## Geographische Lage
Senzowo liegt elf Kilometer südwestlich des Rajonzentrums Tschernjachowsk (Insterburg) und zwei Kilometer nordwestlich von Swoboda (Jänischken/Jänichen) an der Regionalstraße 27A-039 zur Bahnstation Ugrjumowo-Nowoje (Matheningken/Mattenau) an der Bahnstrecke Tschernjachowsk–Schelesnodoroschny (Insterburg–Gerdauen), die seit 2009 aber keinen Personenverkehr mehr hat.

## Geschichte
Der seinerzeit Babeley genannte Ort fand im Jahre 1557 seine erste urkundliche Erwähnung. Im Jahre 1874 wurden das damalige Gut und das Dorf in den neu errichteten Amtsbezirk Jänischken (1938–1945 „Amtsbezirk Jänichen“, heute russisch: Swoboda) eingegliedert, der zum Kreis Insterburg im Regierungsbezirk Gumbinnen der preußischen Provinz Ostpreußen gehörte. Am 30. September 1928 wurde der Gutsbezirk Pabbeln in die Landgemeinde Pabbeln eingegliedert, die sich gleichzeitig in Landgemeinde „Amwalde“ umbenannte. 
Im Jahre 1945 kam der Ort in Folge des Zweiten Weltkriegs mit dem nördlichen Ostpreußen zur Sowjetunion. 1947 erhielt er die russische Bezeichnung Senzowo und wurde gleichzeitig dem Dorfsowjet Swobodnenski selski Sowet im Rajon Tschernjachowsk zugeordnet. Von 2008 bis 2015 gehörte Senzowo zur Landgemeinde Swobodnenskoje selskoje posselenije und seither zum Stadtkreis Tschernjachowsk.

### Einwohnerentwicklung
| Jahr | Einwohner | Bemerkungen        |
| ---- | --------- | ------------------ |
| 1910 | 245       | Dorf: 225, Gut: 20 |
| 1933 | 258       |                    |
| 1939 | 232       |                    |
| 2002 | 131       |                    |
| 2010 | 74        |                    |

## Kirche
Aufgrund seiner überwiegend evangelischen Einwohnerschaft gehörte Pabbeln resp. Amwalde bis 1945 zum Kirchspiel der Kirche Didlacken (1938–1946: Dittlacken, russisch: Telmanowo). Sie war Teil des Kirchenkreises Insterburg in der Kirchenprovinz Ostpreußen der Kirche der Altpreußischen Union. Heute liegt Senzowo im Einzugsbereich der neu entstandenen evangelisch-lutherischen Gemeinde in Tschernjachowsk (Insterburg) mit Pfarrsitz für die Kirchenregion Tschernjachowsk in der Propstei Kaliningrad der Evangelisch-lutherischen Kirche Europäisches Russland.